# Trapalcoteri
El trapalcoteri (Trapalcotherium) és un gènere de mamífer extint de l'Argentina que pertany a la família dels ferugliotèrids. L'única espècie, T. matuastensis, és coneguda a partir d'una sola dent (una primera molar inferior). Les seves restes fòssils foren trobades a la formació Allen, que probablement data del Maastrichtià, i foren descrites el 2009. La dent presenta dues fileres de cúspides, una a la vora interior (lingual) i una altra a l'exterior (labial), que estan connectades per crestes transversals separades per valls profundes. Aquest patró recorda el feruglioteri, un mamífer gondwanateri trobat en estrats d'una antiguitat similar a l'Argentina, per la qual cosa el trapalcoteri és considerat un membre de la mateixa família. Els ferugliotèrids són una de les dues famílies que formen el subordre dels gondwanateris, un grup enigmàtic sense parents propers vivents.

## Descobriment i context
L'únic fòssil conegut de trapalcoteri fou descobert a Cerro Tortuga, a la província de Río Negro (sud de l'Argentina). Aquesta localitat es troba a la formació Allen, una de les tres formacions (o unitats) argentines en les quals s'han conservat fòssils de gondwanateris (juntament amb les formacions Los Alamitos i La Colonia). Les tres tenen una antiguitat similar i daten del Maastrichtià (l'últim estatge del Cretaci, 71-66 Ma) i, possiblement, part del Campanià (84-71 Ma). Els mamífers de la formació Allen són coneguts a partir de set dents, sis de les quals pertanyen a quatre espècies de driolestoïdeus, un grup de mamífers primitius que té un paper preponderant en la fauna de mamífers del Cretaci superior de l'Argentina. El 2009, Guillermo Rougier i col·laboradors descrigueren aquesta fauna, incloent-hi el trapalcoteri i diversos driolestoïdeus nous. El nom genèric, Trapalcotherium, combina el nom de la conca on es troba Cerro Tortuga, Bajo Trapalca, amb la paraula grega therion, que literalment vol dir ‘bèstia’, però en noms científics sovint porta el significat de ‘mamífer’. El nom específic, matuastensis, deriva del Puesto El Matuasto, un cobert utilitzat pels paleontòlegs que recolliren els fòssils de la formació Allen.

## Descripció
L'única dent de trapalcoteri coneguda s'ha identificat com a molar inferior per la presència de dues fileres de cúspides, com a primera molar perquè la seva llargada supera la seva amplada, i com a dent esquerra perquè la vora esquerra (labial) té més cúspides que la dreta (lingual). La dent fa 2,48 mm de llargada i 2,07 mm d'amplada. Li falta part del cantó labial posterior.
La filera lingual presenta tres cúspides i la labial probablement cinc (l'absència del cantó fa que no es pugui saber amb certesa). Les cúspides linguals i les labials estan connectades per crestes transversals separades per valls profundes, de manera que les cúspides no estan del tot aïllades, sinó més aviat fusionades. Les cúspides linguals són més grosses i estan separades per valls més profundes que les labials. Al davant de la dent hi ha una estructura triangular que es compon de la primera cúspide lingual i les dues primeres cúspides labials. Una cresta baixa connecta la primera cúspide lingual a la primera labial, mentre que una cresta més important, que està separada de l'altra cresta per una vall relativament soma, connecta la segona cúspide lingual a la primera labial. Darrere aquesta estructura hi ha un segon triangle, format per dues crestes que van des de la segona cúspide lingual fins a dues cúspides de la vora labial (la part posterior d'aquestes últimes és absent, però se n'ha deduït l'existència a partir del patró de la corona). La vora anterior d'aquestes dues crestes és interrompuda per un solc. La tercera cúspide lingual també està connectada a dues crestes, que envolten una petita depressió i se suposa que estan connectades a una o diverses cúspides labials absents.

## Grups propers
El trapalcoteri és classificat en el clade dels gondwanateris (un grup petit i enigmàtic del Cretaci i el Paleogen dels continents meridionals) basant-se en les crestes transversals i el triangle de la seva corona. S'assembla al feruglioteri, de la formació de Los Alamitos, l'únic membre no controvertit de la família dels ferugliotèrids conegut anteriorment. Tanmateix, presenten una sèrie de diferències: el triangle del davant és més estret en el trapalcoteri, la vall de darrere del triangle de davant és menys corbada, les crestes connectades a la segona cúspide lingual formen un altre triangle, la dent és proporcionalment més curta, el trapalcoteri manca de valls en forma de Y entre les cúspides, i la punta de les cúspides linguals té una posició més propera als llavis. Les afinitats evolutives dels gondwanateris, que inclouen els ferugliotèrids i els sudamerícids, un grup amb la corona més alta, són objecte de controvèrsia, tot i que s'ha suggerit que estan relacionats amb els multituberculats (un clade gran conegut principalment dels continents septentrionals). El trapalcoteri no ha donat pistes sobre les relacions dels gondwanateris.